# Cheiracanthium daquilium
Cheiracanthium daquilium är en spindelart som beskrevs av Alberto Barrion och James A. Litsinger 1995. Cheiracanthium daquilium ingår i släktet Cheiracanthium och familjen sporrspindlar. Inga underarter finns listade i Catalogue of Life.